# Ема Раїч
Ема Раїч (24 лютого 2000) — хорватська плавчиня.
Учасниця Олімпійських Ігор 2020 року, де в попередніх запливах на дистанціях 50 метрів вільним стилем і 100 метрів брасом, відповідно, поділила 45-те і посіла 33-тє місця й не потрапила до півфіналів.